# Aconitum hicksii
Aconitum hicksii är en ranunkelväxtart som beskrevs av Lucien André Andrew Lauener. Aconitum hicksii ingår i släktet stormhattar, och familjen ranunkelväxter. Inga underarter finns listade i Catalogue of Life.